# Pedanoptera arachnophila
Pedanoptera arachnophila — викопний вид сітчастокрилих комах вимерлої родини Mesochrysopidae, що існував у крейдовому періоді.

## Рештки
Рештки комахи знайдено у бірманському бурштині. Спершу науковцями було виявлено личинку. Згодом, автори виявили дорослу комаху, яку назвали Pedanoptera arachnophila. До цього ж виду віднесли личинку. За словами авторів «зв'язок між дорослими і личинками підтверджується наявністю на обох стадіях цілого ряду унікальних анатомічних спеціалізацій, які невідомі ні серед живих, ні серед викопних Neuroptera». Проте, у випадку комах з повним перетворенням співвіднесення личинок і дорослих особин (імаго) — дуже нелегке завдання. Навіть для багатьох сучасних видів невідомо, які саме личинки відповідають дорослим комахам. Ще важче це зробити з викопним матеріалом. Тому висновок про те, що знайдена личинка належить P. arachnophila, є дуже гіпотетичним, навіть якщо врахувати, що вони володіли схожими пропорціями ніг і розміром (довжина тіла личинок — 3-5 мм, довжина тіла імаго — 7 мм).

## Опис
Личинка мала довгі кінцівки, причому середня пара була трішки коротша передніх і задніх ніг. На кінцівках містилися кігтики, які розташовувалися попарно і несли на собі крихітні зубчики. Така будова кігтиків невідома серед личинок інших сітчастокрилих, зате ними володіють довгоногі клопи-редувіїди з підродини Emesinae, які полюють на павуків. З цього науковці зробили висновок, що личинка полювала на павуків або на здобич, що застрявала у павутинні.
Тіло дорослої комахи завдовжки 7,5 мм. Імаго характеризується довгими ногами, подовженою передньоспинкою і задніми крилами, скороченими до невеликих пластинок з ледь помітним жилкуванням. Подібна двокрилість для мух і ос, тоді як для сітчастокрилих типовим є наявність двох нормально розвинених пар крил.

## Оригінальний опис
- Xingyue Liu, Weiwei Zhang, Shaun L. Winterton, Laura CV Breitkreuz, Michael S. Engel. Early Morphological Specialization for Insect-Spider Associations in Mesozoic Lacewings // Current Biology . 2016. V. 26. P. 1590—1594. DOI: 10.1016 / j.cub.2016.04.039.